# Provinz Huacaybamba
Die Provinz Huacaybamba ist eine von elf Provinzen der Region Huánuco in Zentral-Peru. Die Provinz hat eine Fläche von 1744 km². Beim Zensus 2017 lebten 17.188 Menschen in der Provinz. Im Jahr 1993 lag die Einwohnerzahl bei 17.719, im Jahr 2007 bei 20.408. Die Provinzverwaltung befindet sich in der Kleinstadt Huacaybamba.

## Geographische Lage
Die Provinz Huacaybamba liegt im Nordwesten der Region Huánuco. Sie erstreckt sich über die peruanische Zentralkordillere. Entlang der westlichen Provinzgrenze verläuft der Río Marañón. Die Provinz hat eine maximale Längsausdehnung in WNW-OSO-Richtung von 105 km. Der Río Tasco Chico, ein linker Nebenfluss des Río Monzón, durchfließt den östlichen Teil der Provinz.
Die Provinz Huacaybamba grenzt im Norden an die Provinz Marañón, im Osten an die Provinz Leoncio Prado, im Süden an die Provinz Huamalíes sowie im Westen an die Region Ancash.

## Verwaltungsgliederung
Die Provinz Huacaybamba gliedert sich in vier Distrikte (Distritos). Der Distrikt Huacaybamba ist Sitz der Provinzverwaltung.
| Distrikt    | Verwaltungssitz |
| ----------- | --------------- |
| Canchabamba | Canchabamba     |
| Cochabamba  | Cochabamba      |
| Huacaybamba | Huacaybamba     |
| Pinra       | Pinra           |